# Bregje Heinen
Bregje Heinen Trevino(5 de marzo de 1993) es una modelo neerlandesa y exmodelo de Victoria's Secret.

## Carrera
Heinen fue descubierta a los catorce años en Hyves por una scout de Salva Models. Poco después, se cambió a Micha Models. Desde entonces, se unió a Women Management en Milán, París y Nueva York, Select London, Dominique Brussels, UNO Barcelona y Place Hamburg.
Ha modelado para Guess, DKNY, Prada, Just Cavalli, Topshop, Karen Millen, Sisley, H&M y Versace. Heinen ha desfilado para Alexander McQueen, Donna Karan, Just Cavalli, Elie Saab, Zac Posen, Fendi, Balenciaga, Stella McCartney y Karl Lagerfeld.  Ha aparecido en editoriales para la Elle italiana, rusa, neerlandesa y española; en la Harper's Bazaar estadounidense, japonesa y mexicana; y en la Vogue británica, portuguesa, rusa y mexicana. También apareció en el video de Maroon 5,  Payphone.

### Victoria's Secret
En 2011, Heinen desfiló en el Victoria's Secret Fashion Show. junto a Candice Swanepoel y Lais Ribeiro, Heinen entonces apareció en el comercial de la marca, Body by Victoria. Apareció por segunda vez en 2012.  En 2013 figuró en comercial Victoria's Secret "multi way" bra y desfiló en el evento de 2014, desde entonces no ha vuelto a desfilar de nuevo para la marca.

## Vida personal
Heinen reside en Brooklyn junto a sus tres bulldogs.